# St. Wolfgang (Reichenhofen)

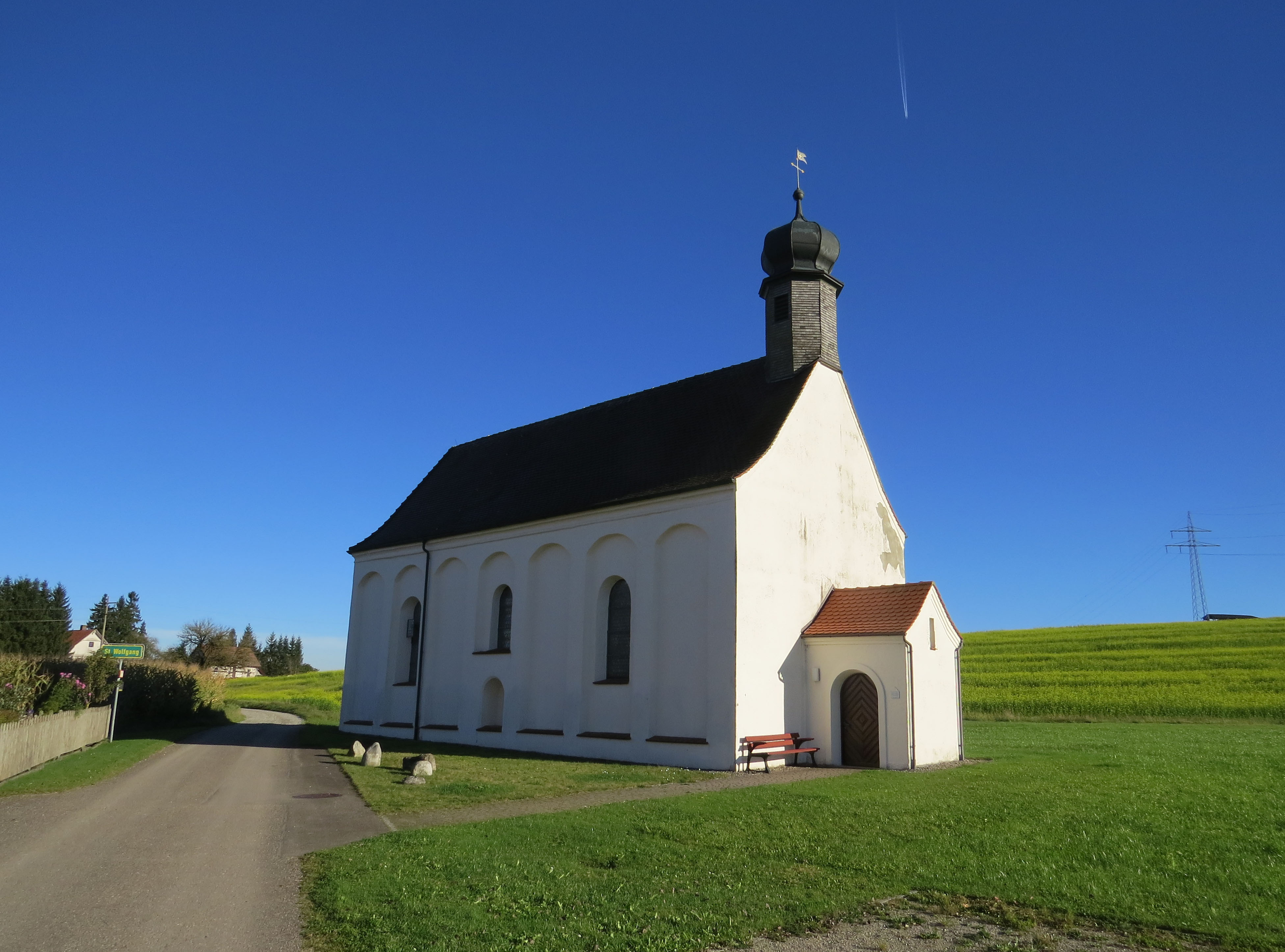
St. Wolfgang in Reichenhofen

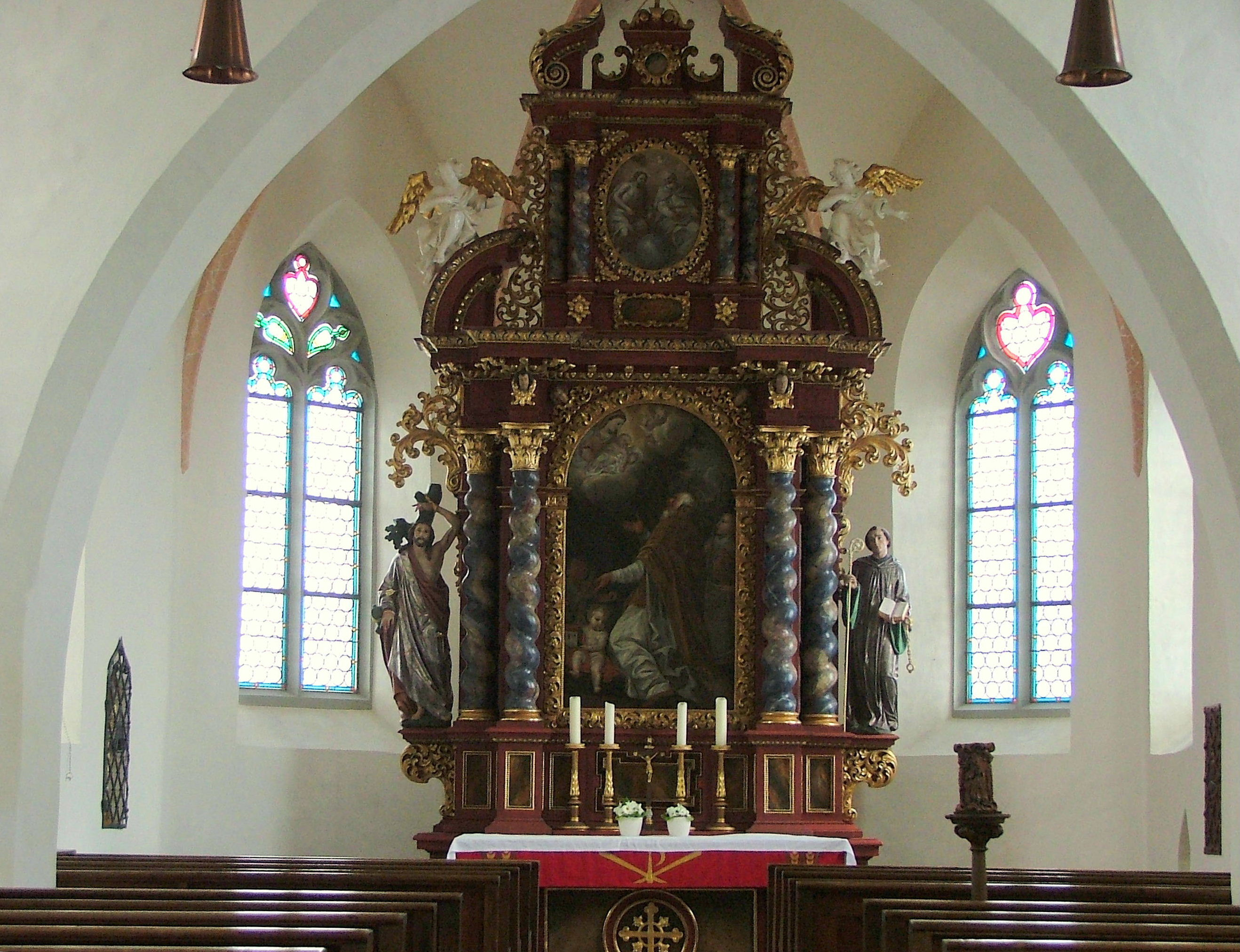
Innenansicht

Die römisch-katholische Kapelle St. Wolfgang steht in Reichenhofen, einem Stadtteil der Großen Kreisstadt Leutkirch im Allgäu im Landkreis Ravensburg in Baden-Württemberg. Die Kirchengemeinde gehört zum Dekanat Allgäu-Oberschwaben in der Diözese Rottenburg-Stuttgart. Das Bauwerk ist beim Landesamt für Denkmalpflege Baden-Württemberg als Baudenkmal eingetragen.

## Beschreibung
Die Kapelle wurde unter dem Truchseß Georg I. zwischen 1427 und 1467 erbaut. Sie besteht aus einem Langhaus und einem gleich breiten, dreiseitig geschlossenen Chor im Osten. Aus dem Satteldach des Langhauses erhebt sich im Westen ein achteckiger Dachreiter, der den Glockenstuhl beherbergt, und der mit einer Zwiebelhaube bedeckt ist. Vor der Fassade im Westen befindet sich ein Anbau für das Portal. 
Im Innenraum befindet sich eine Statue vom heiligen Wolfgang, ferner eine Pietà und ein Kruzifix, die Konrad Hegenauer um 1785 gestaltet hat.